# Vuelta al Bidasoa
La Vuelta al Bidasoa es una carrera ciclista amateur por etapas que se disputa anualmente desde 1983 en la comarca de Bidasoa (Guipúzcoa, España), durante la primavera (abril o mayo). 

El recorrido suele incluir la subida al monte Jaizkibel y el paso de la frontera (muga en euskera) para llegar a la vecina localidad de Hendaya (Francia) a lo largo de la carrera.
Entre los ciclistas que tras ganarla han pasado a profesionales destacan Abraham Olano y Carlos Sastre.

## Palmarés
| Año       | Ganador                | Segundo               | Tercero                     |
| --------- | ---------------------- | --------------------- | --------------------------- |
| 1958      | Nicolás Iparragirre    |                       |                             |
| 1959      | José María Errandonea  | Eusebio Santisteban   | Juan Sánchez Camero         |
| 1960      | Ignacio Astigarraga    | Francisco Gabica      | Ventura Díaz                |
| 1961      | Luis Errazkin          | Sebastián Elorza      | Bernard Daguerre            |
| 1962      | Vin Denson             | José María Errandonea | Sebastián Elorza            |
| 1963      | Jesús Aranzábal        |                       |                             |
| 1964      | Txomin Perurena        | Vicente López Carril  | Ventura Díaz                |
| 1965      | José Manuel Lasa       | Txomin Perurena       | Mariano Díaz                |
| 1966      | Luis Ocaña             | Vicente López Carril  | Edouard Weckx               |
| 1982      | Jesús Maria Segura     | Pello Ruiz Cabestany  | Jon Egiarte                 |
| 1983      | Pello Ruiz Cabestany   | José Luis Navarro     | Luis Vicente Otin           |
| 1984      | Pedro Luis Diaz Zabala | Javier Murguialday    | Vicente Prado               |
| 1985      | Roque de la Cruz       | Javier Lukin          | José Ignacio Moratinos      |
| 1986      | Jesús Arámbarri        | Jesús Montoya         | José Maria Palacín          |
| 1987      | Frédéric Guedon        | Cyrille Fancello      | Francisco Javier Mauleón    |
| 1988      | Scott Sunderland       | Javier Carbayeda      | Alfredo Irusta              |
| 1989      | Scott Sunderland       | Daniel Clavero        | Francisco Ignacio San Román |
| 1990      | Ignacio García Camacho | José Luis Izaguirre   | Jens Zemke                  |
| 1991      | Julián Barcina         | Xavier Jan            | Imanol Galarraga            |
| 1992      | Abraham Olano          | Óscar López Uriarte   | Arvis Piziks                |
| 1993      | David García Markina   | Javier Palacín        | David Etxebarria            |
| 1994      | José Luis Rubiera      | Santiago Blanco       | Josué Barrigón              |
| 1995      | José Javier Gómez      | Eduardo Hernández     | Unai Osa                    |
| 1996      | Unai Osa               | Juan Manuel Garate    | Asterio García              |
| 1997      | Carlos Sastre          | Francisco Mancebo     | Haimar Zubeldia             |
| 1998      | Iban Sastre            | Juan Fuentes          | Isidro Nozal                |
| 1999      | Gorka Arrizabalaga     | Denis Menchov         | Iban Mayo                   |
| 2000      | Koldo Gil              | David Herrero         | Joaquim Rodríguez           |
| 2001      | David Herrero          | Mikel Astarloza       | Javier Líndez               |
| 2002      | Oleg Rodionov          | Julen Urbano          | Aitor Hernández             |
| 2003      | Antton Luengo          | Juan José Cobo        | Moisés Dueñas               |
| 2004      | Iván Santos            | Iván Gilmartín        | Morris Possoni              |
| 2005      | Eladio Sánchez         | Jesús Martín Gala     | José Joaquín Rojas          |
| 2006      | Guillermo Lana         | Beñat Intxausti       | Evgeny Sokolov              |
| 2007      | Salvatore Mancuso      | Andrey Amador         | Cristiano Monguzzi          |
| 2008      | Andrey Amador          | Salvatore Mancuso     | Ángel Madrazo               |
| 2009      | Dmitrii Ignatiev       | Alexander Ryabkin     | Arturo Mora                 |
| 2010      | Sergey Shilov          | Jesús Herrada         | Ramūnas Navardauskas        |
| 2011      | Evgeny Shalunov        | Sergey Belykh         | Kirill Sveshnikov           |
| 2012      | Alexey Rybalkin        | Pavel Ptashkin        | Víctor Martín               |
| 2013      | Mario González Salas   | Martín Lestido        | Santiago Ramírez            |
| 2014      | Loïc Chetout           | Iuri Filosi           | Jakub Kaczmarek             |
| 2015      | Steven Calderón        | Enric Mas             | Jaime Rosón                 |
| 2016      | Umberto Orsini         | Edward Ravasi         | Mark Padun                  |
| 2017      | Sergio Samitier        | Matteo Sobrero        | Julian Mertens              |
| 2018      | Juan Pedro López       | Alessandro Covi       | Barnabás Peák               |
| 2019      | Carmelo Urbano         | Simon Carr            | Alejandro Ropero            |
| 2020-2021 | No se disputó          | No se disputó         | No se disputó               |
| 2022      | Davide Piganzoli       | Sinuhé Fernández      | Fernando Tercero            |
| 2023      | Jaume Guardeño         | Daniel Martín         | Pablo Carrascosa            |
| 2024      | Louis Sutton           | Jan Castellón         | Haimar Etxeberria           |